# ابن قلاقس اسکندری
نصرالله بن عبدالله اسکندرانی با کنیهٔ ابوالفتوح، شهرت‌یافته به ابن قلاقس اسکندری (۱۹ نوامبر ۱۰۸۷ - ۲۸ مه ۱۱۷۲) (نسب: نصرالله بن عبدالله بن مخلوف بن عبدالقوی بن قلاقس) شاعر و کاتب مصری در سدهٔ ششم هجری بود. نزد قاضی فاضل نفوذ داشت. یک بار به سیسیل و دوبار به یمن رفت. در عیذاب یکی از اسکله‌های آفریقا برابرِ جده درگذشت. شعر او را دارای نوآوری و با گرایش به وصف طبیعت دانسته‌اند و برای اینکه بسیار در دریا سفر می‌کرد، دریانوردی نیز برشعرش تأثیر گذاشت. دو اثر به‌نام‌های «الزهر الباسم فی أوصاف أبی‌القاسم» و «روضة الأزهار فی طبقات الشعراء» نیز نگاشت.